# 亞歷山德羅·貝多亞
亞歷山德羅·貝多亞（英語：Alejandro Bedoya；1987年4月29日—）是美國的一位足球運動員，在場上的位置是攻擊性中場或側鋒。他現在效力於美職聯球隊費城聯。除了參加俱樂部的賽事之外，貝多亞也是美國國家足球隊的一員並且參加了2014年世界杯的賽事。